# Множество всех подмножеств

Множество всех подмножеств множества из 3 элементов

Множество всех подмножеств (показательное множество, булеан множества — по имени Джорджа Буля (1815 - 1864), англ. математика и логика) — множество, состоящее из всех подмножеств данного множества {\displaystyle A} (включая пустое множество и само множество {\displaystyle A}); обозначается как {\displaystyle {\mathcal {P}}(A)}, или {\displaystyle {\mathfrak {B}}\left(A\right)}, или {\displaystyle 2^{A}} (так как оно соответствует множеству отображений из {\displaystyle A} в {\displaystyle \{0,1\}}).
Если два множества равномощны, то равномощны и соответствующие множества всех подмножеств. Обратное утверждение (то есть инъективность операции {\displaystyle \kappa \mapsto 2^{\kappa }} для кардиналов) является независимым от ZFC.
В категории множеств можно снабдить функцию {\displaystyle {\mathcal {P}}} структурой ковариантного или контравариантного функтора следующим образом:
- ковариантный функтор отображает функцию {\displaystyle f\colon A\to B} в функцию {\displaystyle {\mathcal {P}}f\colon {\mathcal {P}}A\to {\mathcal {P}}B} такую, что она отображает {\displaystyle X} в образ {\displaystyle X} относительно {\displaystyle f\ };
- контравариантный функтор отображает функцию {\displaystyle f\colon A\to B} в {\displaystyle {\mathcal {P}}f\colon {\mathcal {P}}B\to {\mathcal {P}}A} такую, что она отображает {\displaystyle X} в полный прообраз {\displaystyle X} относительно {\displaystyle f\ }.

## Мощность конечного множества подмножеств
Справедливо следующее утверждение: число подмножеств конечного множества, состоящего из {\displaystyle n} элементов, равно {\displaystyle 2^{n}}. Результат доказывается методом математической индукции. База индукции: у пустого множества {\displaystyle \varnothing } ({\displaystyle n=0}) только одно подмножество — оно само, и {\displaystyle 2^{0}=1}. Шаг индукции: пусть утверждение установлено для множеств мощности {\displaystyle n}. Рассмотрим произвольное множество {\displaystyle M} с кардинальным числом {\displaystyle n+1}. Если зафиксировать некоторый элемент {\displaystyle a_{0}\in M}, подмножества множества {\displaystyle M} разделяются на два семейства:
1. {\displaystyle M_{1}}, элементы которого содержат {\displaystyle a_{0}},
2. {\displaystyle M_{2}}, элементы которого не содержат {\displaystyle a_{0}}, то есть являются подмножествами множества {\displaystyle M\setminus \{a_{0}\}}.

Подмножеств второго типа по предположению индукции {\displaystyle 2^{n}}, однако подмножеств первого типа ровно столько же. С одной стороны, из каждого подмножества второго типа можно получить подмножество первого типа добавлением элемента {\displaystyle a_{0}}. С другой стороны, из каждого подмножества первого типа можно получить подмножество второго типа удалением элемента {\displaystyle a_{0}}. Следовательно,
{\displaystyle 2^{M}=M_{1}\bigcup M_{2}} и {\displaystyle M_{1}\bigcap M_{2}=\varnothing }.
По индукционному предположению {\displaystyle \left|M_{1}\right|=2^{n}} и {\displaystyle \left|M_{2}\right|=2^{n}}, то есть:
{\displaystyle \left|2^{M}\right|=\left|M_{1}\right|+\left|M_{2}\right|=2^{n}+2^{n}=2^{n+1}=2^{\left|M\right|}}.